# Kaznodzieja (powieść)
Kaznodzieja (szw. Predikanten) – powieść kryminalna szwedzkiej pisarki Camilli Läckberg z 2004. Polskie wydanie książki ukazało się w 2010 w tłumaczeniu Ingi Sawickiej.

## Treść
Jest drugą częścią kryminalnej sagi z Fjällbacki (rodzinnej miejscowości Läckberg). Głównym bohaterem jest w tej części Patrik Hedström, lokalny policjant. Erika Falck, główna bohaterka pierwszej części (Księżniczka z lodu) jest teraz w ósmym miesiącu ciąży i jedynie z daleka wspomaga Patrika - ojca dziecka. Hedström po raz pierwszy w życiu zostaje prowadzącym śledztwo w sprawie morderstwa - dotąd nie miał do czynienia ze sprawami tego kalibru. 
Śledztwo dotyczy znalezionego latem 2009 ciała młodej kobiety, Niemki - Tanji Schmidt. Była turystką, która przyjechała do Szwecji. Ciało odnaleziono u ujścia Wąwozu Królewskiego koło Fjällbacki. Pod ciałem Tanji znaleziono jeszcze dwa szkielety osób zamordowanych latem 1979: Siv Lantin (19 lat) i Mony Thernblad (18 lat). Tę pierwszą zamordowano w noc świętojańską, a drugą dwa tygodnie potem. Całość dochodzenia rozwija się wokół bardzo rozległej i skłóconej rodziny Hultów, której protoplasta - Ephraim był kiedyś kaznodzieją i uzdrowicielem. 
Równolegle opisane są dalsze problemy rodzinne siostry Eriki - Anny (matki Emmy i Adriana), która po zakończeniu nieszczęśliwego związku z mężem Lucasem, Anglikiem z Londynu (damskim bokserem), wdaje się w kolejny toksyczny związek ze szwedzkim szlachcicem - Gustavem af Klintem, osobą wyniosłą i kompulsywną, która nie przepada za dziećmi.